# Rouvres-sur-Aube
Rouvres-sur-Aube település Franciaországban, Haute-Marne megyében. Lakosainak száma 69 fő (2022. január 1.). Rouvres-sur-Aube Buxerolles, Gurgy-la-Ville, Gurgy-le-Château, Arbot, Aubepierre-sur-Aube és Giey-sur-Aujon községekkel határos.

## Népesség
A település népessége az elmúlt években az alábbi módon változott:
| Lakosok száma | 103  | 106  | 107  | 96   | 86   | 76   | 73   | 70   | 69   |
|               | 2013 | 2015 | 2016 | 2017 | 2018 | 2019 | 2020 | 2021 | 2022 |